# Vampire: The Masquerade – Swansong
Vampire: The Masquerade – Swansong est un jeu vidéo de rôle développé par Big Bad Wolf Studio et édité par Nacon, sorti le 19 mai 2022 sur Windows, Nintendo Switch, PlayStation 4, PlayStation 5, Xbox One et Xbox Series. Situé dans le Monde des ténèbres, il est adapté du jeu de rôle sur table Vampire : La Mascarade, publié en 1991 par White Wolf Publishing.

## Trame
Devenue le nouveau Prince de la Camarilla de Boston, Hazel Iversen entend bien asseoir son pouvoir et faire appliquer la Mascarade, la Loi vampirique. Mais des trahisons et des complots se trament dans l'ombre. Le code rouge a été déclenché et la chasse aux vampires est ouverte. Le joueur va incarner tour à tour Galeb, Leysha et Emem, trois vampires centenaires, qui vont tenter de déméler le vrai du faux.

## Personnages
- Emem Louis : Née au début du XXe siècle, c'est la plus jeune des trois vampires que le joueur incarne. Libre et impulsive, cette Toréador ne supporte pas de voir sa vie changer du jour au lendemain et ne veut surtout pas abandonner ses clubs de jazz pour la Camarilla.
- Leysha : Une Malkavienne qui a le don de voyance. Sa fille Halsey est également vampire et comme sa mère, fait partie des Malkaviens. Mais Leysha souffre également d'amnésie.
- Galeb Bazory : Le plus âgé des trois vampires (300 ans). Né au XVIIIe siècle à Constantinople, il a un infant, Berel Underwood, qu'il regrette d'avoir étreint.

## Développement
Vampire: The Masquerade – Swansong est développé par le studio bordelais Big Bad Wolf Studio, filiale de Cyanide Studio, dont c'est la deuxième réalisation après The Council sorti en 2018. Le jeu est annoncé en mai 2019. Sa sortie a été initialement prévue en 2021 sur Windows, Nintendo Switch, PlayStation 4, PlayStation 5, Xbox One et Xbox Series mais il a été repoussé en février 2022 puis au 19 mai de la même année.